# Viva Kids, Vol. I
Viva Kids, Vol. 1 é o décimo segundo álbum de estúdio e o primeiro álbum infantil da cantora e atriz mexicana Thalía. Foi lançado em 25 de março de 2014 pela gravadora Sony Music Latina.
O álbum é composto por 11 faixas, a maioria covers de canções infantis conhecidas, mas também inclui uma canção original que Thalía escreveu como tema de seu livro 
infantil Chupi: The Binky That Returned Home.

Em 29 de maio de 2020, ela lançou uma sequência chamada Viva Kids, Vol. 2.

## Antecedentes e lançamento
O álbum surge como uma compilação das canções infantis mais populares do México, às quais foi adicionado um ritmo pop contemporâneo para torná-las adequadas 
às novas gerações. O primeiro single do álbum foi lançado em 24 de março de 2014, com o álbum sendo lançado oficialmente no dia seguinte. Todas as músicas do album são cantadas em espanhol, 
com exceção da música Sugar Rush, que é um cover em inglês da música original do grupo feminino japonês AKB48.
Em entrevista, Thalía disse que sua maior inspiração para gravar este álbum foram seus filhos, Sabrina e Matthew Alejandro.

## Promoção
Thalía lançou videoclipes para todas as músicas do álbum para promovê-lo, sendo os dois primeiros lançados como singles.

## Desempenho Comercial
O álbum alcançou a posição número 1 no México e foi indicado para Melhor Álbum Infantil Latino no Grammy Latino de 2014.

## Faixas
| Viva Kids Vol. 1 - Versão Padrão |                            |                                           |               |         |  |
| N.º                              | Título                     | Compositor(es)                            | Produtor(es)  | Duração |  |
| 1.                               | "Tema de Chupi"            | Thalía Armando Ávila Marcela De la Garza  | Armando Ávila | 3:04    |  |
| 2.                               | "Vamos a Jugar"            | Lorenzo Antonio                           | Armando Ávila | 2:55    |  |
| 3.                               | "El piojo y la pulga"      | Felipe Gil                                | Armando Ávila | 2:32    |  |
| 4.                               | "El garabato colorado"     | Tulio Arnaldo De Rose Carlos Luis Sobrino | Armando Ávila | 3:04    |  |
| 5.                               | "La risa de las vocales"   | Tirzo Paiz                                | Armando Ávila | 2:37    |  |
| 6.                               | "Caballo de Palo"          | Omar Alfano                               | Armando Ávila | 3:22    |  |
| 7.                               | "En un bosque de la China" | Roberto Ratto Benjamín Yankelevich        | Armando Ávila | 2:23    |  |
| 8.                               | "Sugar Rush"               | Yasushi Akimoto James Scoggin             | Armando Ávila | 3:15    |  |
| 9.                               | "Las Mañanitas"            | D.P.                                      | Armando Ávila | 2:20    |  |
| 10.                              | "Osito carpintero"         | Manuel Esperón Felipe Bermejo Araujo      | Armando Ávila | 2:36    |  |
| 11.                              | "Estrellita"               | Manuel María Ponce Cuéllar                | Armando Ávila | 6:04    |  |

## Posições nas paradas musicais
Semanal
| Paradas (2014)    | Melhor posição |
| ----------------- | -------------- |
| México - AMPROFON | 1              |

## Histórico de Lançamento
| País           | Data                | Formato                   | Gravadora  |
| -------------- | ------------------- | ------------------------- | ---------- |
| México         | 25 de março de 2014 | Download digital, CD, DVD | Sony Music |
| Estados Unidos | 15 de abril de 2014 | Download digital, CD, DVD | Sony Music |